# 神吉美術館
神吉美術館（かんきびじゅつかん）は兵庫県加古川市にある美術館。2000年に開館した。大正時代の蔵を改装した趣のある施設である。
近代日本の洋画家の油彩やピカソやダリのリトグラフ、藤原啓・加藤卓男・島岡達三・今泉今右門・金城次郎・浅倉五十吉・四代上出喜山ら人間国宝8名の陶芸作品、北大路魯山人の「織部窯釉角鉢」等を所蔵する。

## 主な所蔵品
- 伊藤清永 「装」水彩
- 加山又造 「うずくまる」「稿絣」リトグラフ
- 梅原龍三郎「中国服の女性」「裸婦像」「鏡の前の裸婦」リトグラフ
- 小磯良平「裸婦」リトグラフ
- 池田満寿夫「女」油彩
- 小島俊男 「公園」「レダの夜」「ベランダのある風景」油彩
- ケン・ドーン「ヌード」油彩
- ベルナール・シャロワ「少女」「花帽子の婦人」油彩

## 所在地
- 〒675-0057 兵庫県加古川市東神吉町神吉1087

## 交通
- 西日本旅客鉄道 宝殿駅から徒歩